# Holy Trinity Orthodox Seminary

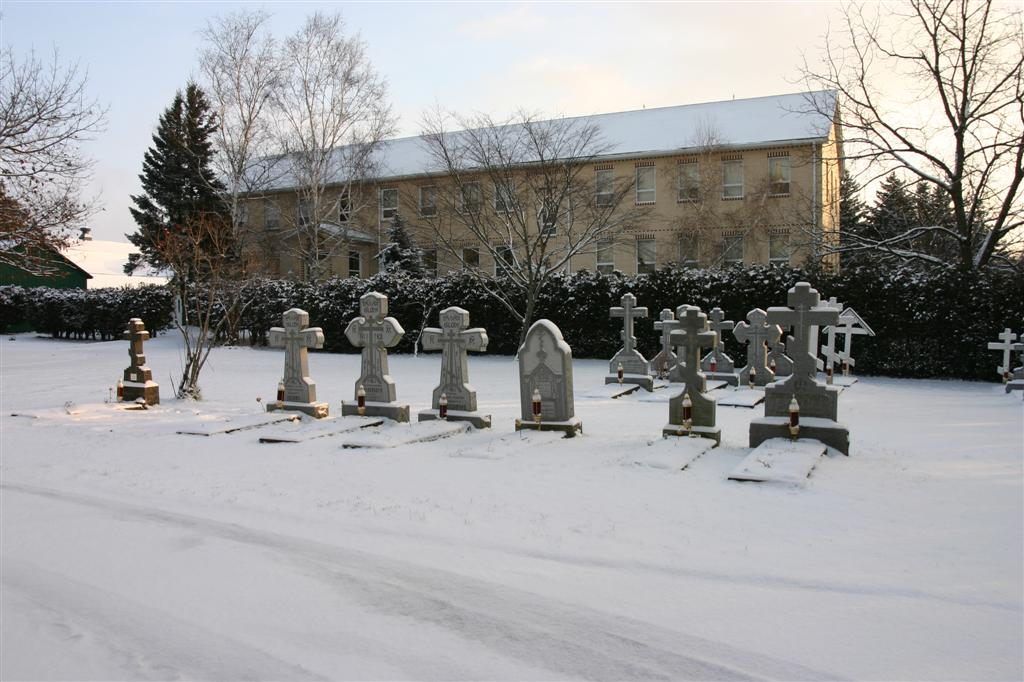
Seminargebäude (erbaut 1971)

Das Holy Trinity Orthodox Seminary (HTS oder HTOS) ist ein 1948 gegründetes orthodoxes theologisches Seminar der Russischen Orthodoxen Kirche im Ausland nahe Jordanville, Herkimer County, New York. Das Seminar ist dem stauropegialen Holy Trinity Monastery (2011 ins National Register of Historic Places aufgenommen) angeschlossen und bietet Studiengänge zum Bachelor of Theology und Master of Divinity an sowie zwei zweijährige Kurse, die zur Erlangung von entsprechenden Zertifikaten führen. Es ist das einzige Priesterseminar der ROKA.

## Gebäude
Das Hauptgebäude des Seminars – das Dean Nicholas N. Alexandrov Building – besitzt drei Stockwerke. Im Souterrain befindet sich die Bibliothek, im Erdgeschoss eine Aula und ein Museum und im Obergeschoss sind Verwaltungs-, Seminarräume und ein Archiv untergebracht. Daneben besitzt das Seminar ein Studentenwohnheim mit eigener Kapelle. Dabei handelt es sich um das ehemalige Hauptgebäude des Klosters.

## Holy Trinity Seminary Press
Holy Trinity Seminary Press ist ein Imprint des zum Kloster gehörenden Verlags Holy Trinity Publications, der 1947 gegründet wurde. Zu diesem Zweck druckte das Kloster die Werke von Anfang an im Kloster selbst, hat diese Tätigkeit mittlerweile jedoch aufgegeben.

## Rektoren

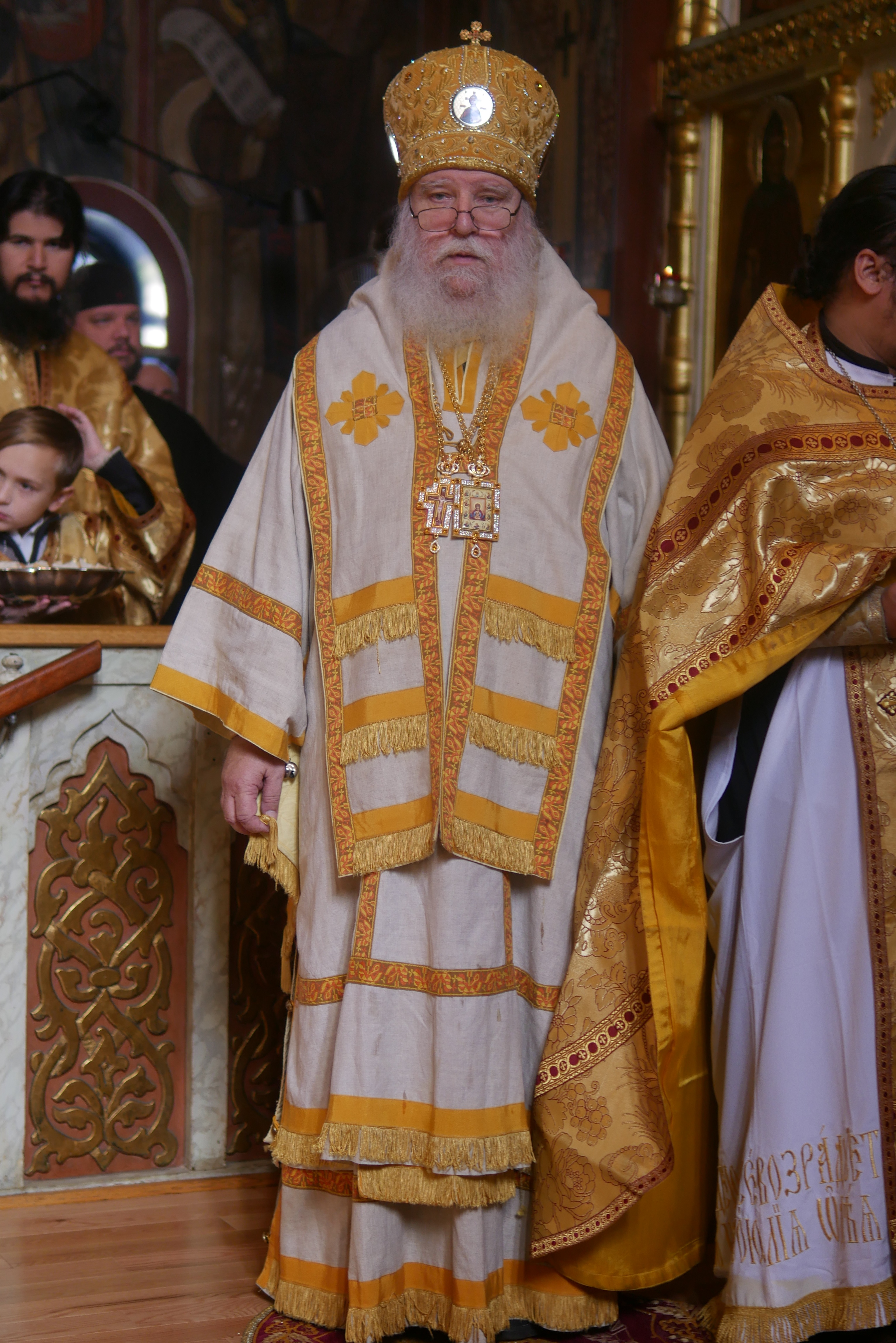
Bischof Luke von Syracuse, Abt des Klosters und Rektor des Seminars

| Nr. | Name               | Zeitraum                      |
| --- | ------------------ | ----------------------------- |
| 1   | Witali (Maximenko) | 16. Mai 1948 – 1. März 1952   |
| 2   | Awerki (Tauschew)  | 1. März 1952 – 13. April 1976 |
| 3   | Laurus (Schkurla)  | 17. Juli 1976 – 16. März 2008 |
| 4   | Luke (Murianka)    | 6. September 2008 – heute     |